# Эдберт I (король Кента)
Эдберт (англ. Eadbert) — король Кента в 725—748 годах из Кентской династии.
Сын короля Кента Витреда, Эдберт после его смерти в 725 году вместе с братьями поделил владения отца. Сохранилась единственная подлинная грамота Эдберта от 14 июля 727 года о даровании земли Милдред, настоятельнице монастыря на Танете. На своей территории он правил до своей смерти в 748 году. Ему наследовал его сын Эрдвульф.